# Abuta dwyerana
Abuta dwyerana är en tvåhjärtbladig växtart som beskrevs av Krukoff och Barneby. Abuta dwyerana ingår i släktet Abuta och familjen Menispermaceae. Inga underarter finns listade i Catalogue of Life.